# José Gregorio Escoriaza Leceta
José Gregorio Escoriaza Leceta (Vitoria, 25 de mayo de 1884 - Vitoria, 5 de octubre de 1943) fue un compositor y director de bandas de música español.

## Biografía
Fue discípulo de Juan Santiago Aramburu y después se trasladó a Barcelona para estudiar música en su Escuela Municipal con Juan Lamotte de Grignon. Dirigió la Coral Vitoriana, así como las bandas de Azpeitia y Basauri. Asimismo, lo nombraron director de la Banda de Música de Vitoria en 1916, cargo que ocupó hasta 1942, cuando Plácido Ochoa lo tuvo que sustituir por su delicado estado de salud. Actuó en diferentes ciudades a lo largo y ancho del norte de la península.
Falleció en Vitoria en 1943, a los 59 años de edad.